# Cabanes (Plana Alta)
Cabanes, també conegut com a Cabanes de l'Arc, és un municipi del País Valencià que es troba a la comarca de la Plana Alta.
Limita amb Benlloc, Torreblanca, Orpesa, Benicàssim, la Pobla Tornesa, Vilafamés i la Vall d'Alba.

## Geografia
Població que compta amb un terme municipal de 132 km², que s'estén fins a la mar en el poblat marítim de Torre la Sal, encara que el nucli de població principal es troba a uns 10 km del mar.
El poble està situat sobre un pujol a 294 m d'altitud, sent el terreny que l'envolta muntanyenc cap al litoral i pla cap a l'interior, zona coneguda com el Pla de l'Arc: extensa plana de 24 quilòmetres quadrats que pren el nom del famós arc que està en el seu centre. El seu clima és mediterrani, temperat i saludable, sent els vents dominants la tramontana i el llevant.

### Nuclis de població

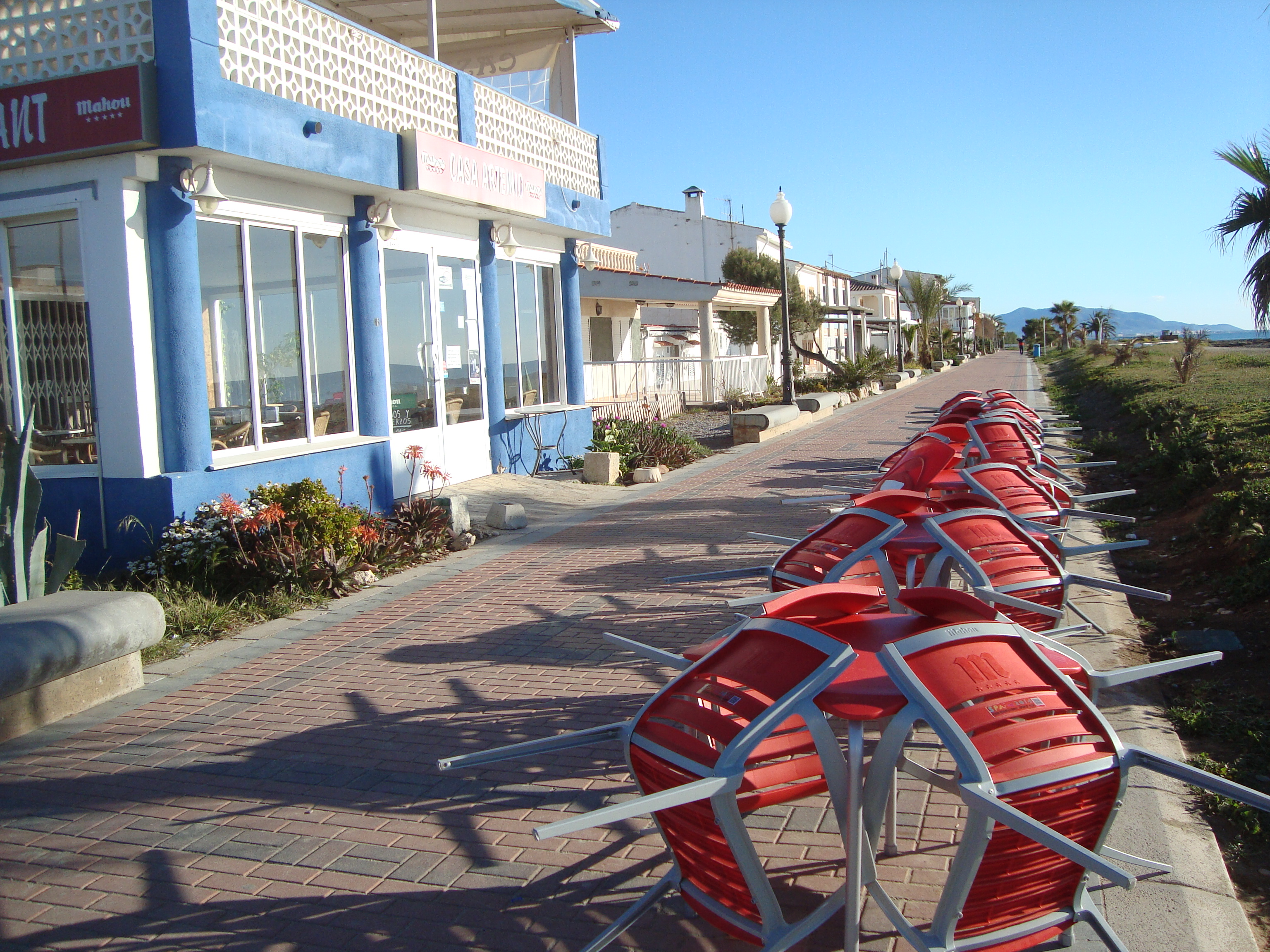
Torrelasal

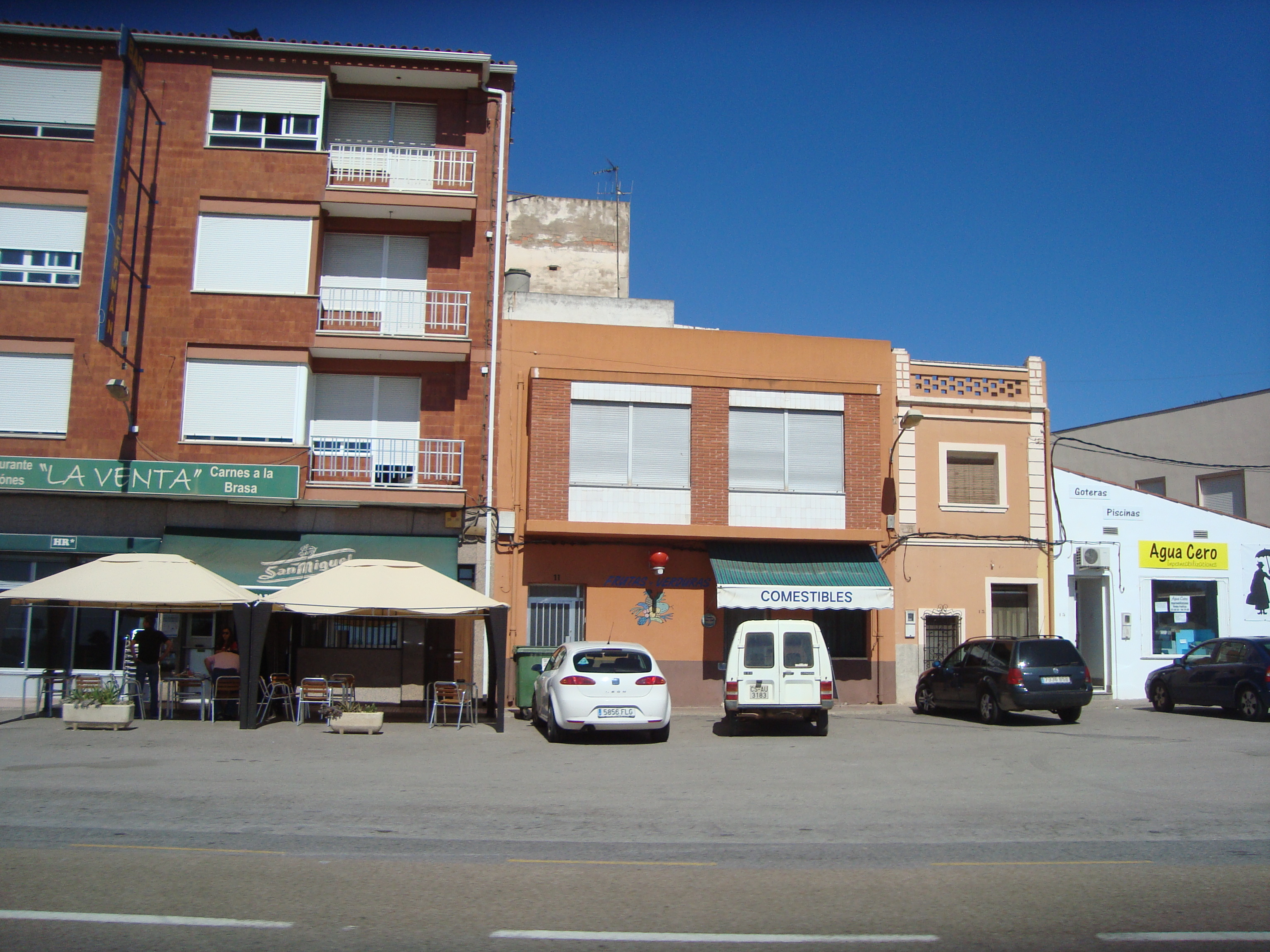
La Venta de Sant Antoni

- Cabanes
- El Borseral
- L'Empalme
- La Font Talla
- Mas d'en Queixa
- El Polido
- Les Santes
- TorrelasalTorre la Sal
- La Venta de Sant AntoniVenda de Sant Antoni - Estació
- El Ventorrillo

## Història

### Prehistòria
Són notables les estacions prehistòriques del seu terme i les nombroses troballes ibèriques. Es té notícia d'un poblat submergit en el mar, al costat de la Torre de la Sal i és famosa l'estela ibèrica trobada el 1913 a El Polit. De l'època romana s'han trobat pels voltants de la població diversos fragments de làpides, estudiades en 1789 pel príncep Pius de Savoia. La làpida ibèrica de Cabanes és un dels més famosos vestigis de soterraments ibèrics valencians trobats fins avui. Va sorgir per la crescuda del torrent proper a Mortòrum al arrasar finques agrícoles, a causa de les riuades provocades per la pluja l'any 1949, que va causar greus efectes a Castelló i València.

### Època romana
La població actual nasqué en l'any 1243 com uns dels pobles del districte foral de Miravet. Són nombroses les troballes de ceràmica i monedes romanes al Pla de l'Arc, que pren el nom del famós arc que està en el seu centre.

### Edat mitjana
Ja en 1178 el rei Alfons II havia promés a la catedral de Tortosa diverses donacions en este territori per a quan es conquistara als moros, però va ser en el regnat de Jaume I quan es consolidà la conquesta i la plena confirmació d'eixes donacions per a interessar al Bisbe i Capítol de Tortosa en la conquesta definitiva del territori i agrair-los l'ajuda prestada. Així doncs, el 27 d'abril de 1224, estant el Rei a Osca confirmà les donacions de diversos castells, i en la mateixa data, un any després (27 d'abril de 1225), des de Tortosa atorgava al bisbe Ponci de Torrella dos nous documents de donació dels castells de Miravet, Sufera i Fadrell, els termes dels quals fixava, donació que tornà a confirmar el 3 de setembre de 1225 al mateix En Ponci durant l'infructuós setge de Peníscola per a agrair-li novament l'ajuda que en el setge li prestà el prelat tortosí.
Després de la rendició de Borriana, en 1233 va tenir com a conseqüència que caigueren a la fi del mateix estiu els castells de Borriol, les Coves de Vinromà, Vilafamés i Alcalatén. Per això se suposa que en eixes mateixes dates es degueren rendir també Miravet i Sufera. Possiblement Miravet, si atenem a la seua etimologia, hagué de ser un monestir de monjos guerrers musulmans dedicats a la guerra santa, i segurament Sufera (el significat de la qual és penyal) sembla que és l'enigmàtic Azafuz citat en un document de Pere I d'Aragó de l'any 1100 i com a tal entitat, va quedar absorbit pel veí i prepotent Miravet després de la conquesta.
Una vegada conquistats Miravet i Sufera es produí la repoblació per cristians de tot el territori. Cabanes es va poblar el 1243.
Al març de 1245, Berenguer de Glop i Guillem Berdén, àrbitres nomenats pel bisbe Ponci i el mestre del Temple, delimitaven els termes dels castells de Xivert, Miravet i Orpesa, en 1262 es van dirimir les qüestions que tenien el mestre de l'Ordre del Temple i el Bisbe i Cabild de Tortosa sobre la propietat dels termes del castell de Miravet i Sufera.
La seua puixança en tots els ordres va fer que en 1575 se li annexionaren al seu terme els dels antics castells d'Albalat (topònim menor, al nord del terme) i Miravet, motiu pel qual va adoptar llavors com a escut un castell amb tres torres.

### Segle XVI
En arribar el segle xvi era notòria la puixança de la vila de Cabanes en contrast amb les poblacions limítrofes. És per això que Albalat i Miravet, amb els seus respectius termes, es van unir a Cabanes en un acte solemne, davant el notari Pere Soler, celebrat en la Casa de la Sal, el dia 5 de juliol de 1575. Cabanes es va mantenir en el senyoriu del bisbat de Tortosa fins a finals del segle xix.
Germana de Foix li va concedir el dret de celebrar una fira de 10 dies durant el mes de novembre. Actualment, la coneguda com a Fira de Sant Andreu se celebra anualment l'últim cap de setmana de novembre. Aquesta data es maté per més de 500 edicions des de la concessió.

### Actualitat
Avui dia Albalat i Miravet, estan en ruïnes, però la seua història està molt present entre les gents de la comarca. En Albalat perdura l'antiga església-fortalesa de Santa Maria de l'Assumpció, del segle xiv i a Miravet pot contemplar-se la torre de l'homenatge, els seus recintes i la petita església de Sant Martí i Sant Bertomeu.

## Demografia
| 1990  | 1992  | 1994  | 1996  | 1998  | 2000  | 2002  | 2004  | 2005  | 2006  | 2008  | 2012  | 2015  | 2020  | 2023  |
| ----- | ----- | ----- | ----- | ----- | ----- | ----- | ----- | ----- | ----- | ----- | ----- | ----- | ----- | ----- |
| 2.614 | 2.458 | 2.489 | 2.364 | 2.366 | 2.359 | 2.461 | 2.589 | 2.659 | 2.734 | 3.088 | 2.971 | 2.939 | 2.978 | 3.222 |

## Economia
L'agricultura és un dels pilars econòmics de la població. La distribució agrícola ocupa una superfície de 13.150 Ha, sent els seus principals productes les ametles, olives, taronges, raïm de taula (moscatell) i vi, cereals i lleguminoses. Predomina el bestiar boví, llaner i cabrum.

## Política i govern

### Composició de la Corporació Municipal
El Ple de l'Ajuntament està format per 11 regidors. En les eleccions municipals de 26 de maig de 2019 foren elegits 7 regidors del Partit Socialista del País Valencià (PSPV-PSOE), 2 del Partit Popular (PP) i 2 d'Units pel Poble-Compromís (UpP-Compromís).
| Eleccions municipals de 26 de maig de 2019 - Cabanes                                                                            |                                          |                                     |                                     |        |          |          |
| Candidatura | Candidatura                              | Candidatura                         | Cap de llista                       | Vots   | Vots     | Regidors |
| | Partit Socialista del País Valencià-PSOE |                                     | Virgínia Martí Sidro                | 795    | 52,51%   | 7 (+4)   |
| | Partit Popular                           |                                     | Ana Obiol Belles                    | 310    | 20,48%   | 2 (-2)   |
| | Units pel Poble-Compromís                |                                     | David Casanova Artero               | 259    | 17,11%   | 2 (-1)   |
| | Altres candidatures                      |                                     |                                     | 139    | 9,18%    | 0 ( -1)  |
| | Vots en blanc                            |                                     |                                     | 11     | 0,73%    |          |
| Total vots vàlids i regidors | Total vots vàlids i regidors             | Total vots vàlids i regidors        | Total vots vàlids i regidors        | 1.514  | 100 %    | 11       |
| | Vots nuls                                | Vots nuls                           | Vots nuls                           | 24     | 1,56%    |          |
| Participació (vots vàlids més nuls)                                                                                             | Participació (vots vàlids més nuls)      | Participació (vots vàlids més nuls) | Participació (vots vàlids més nuls) | 1.538  | 71,87%** |          |
| Abstenció | Abstenció                                | Abstenció                           | Abstenció                           | 602*   | 28,13%** |          |
| Total cens electoral | Total cens electoral                     | Total cens electoral                | Total cens electoral                | 2.140* | 100 %**  |          |
| Alcaldessa: Virgínia Martí Sidro (PSPV) (15/06/2019) Per majoria absoluta dels vots dels regidors (7 vots de PSPV)              |                                          |                                     |                                     |        |          |          |
| Fonts: JEC, JEZ Castelló, M. Interior, Periòdic Ara. (* No són vots sinó electors. ** Percentatge respecte del cens electoral.) |                                          |                                     |                                     |        |          |          |

### Alcaldes
Des de 2019 l'alcaldessa de Cabanes és Virgínia Martí Sidro del Partit Socialista del País Valencià (PSPV-PSOE), qui ja va ser alcaldessa entre 2016 i 2017.
| Període                       | Alcalde o alcaldessa                                              | Partit polític         | Data de possessió                | Observacions                         |
| ----------------------------- | ----------------------------------------------------------------- | ---------------------- | -------------------------------- | ------------------------------------ |
| 1979–1983                     | Manuel Valls Capdevila                                            | UCD                    | 19/04/1979                       | --                                   |
| 1983–1987                     | Joaquín Pastor Centelles                                          | AP-PDP-UL-UV           | 28/05/1983                       | --                                   |
| 1987–1991                     | Joaquín Pastor Centelles                                          | AP                     | 30/06/1987                       | --                                   |
| 1991–1995                     | María Teresa Sidro Sidro                                          | PSPV-PSOE              | 15/06/1991                       | --                                   |
| 1995–1999                     | María Teresa Sidro Sidro                                          | PSPV-PSOE              | 17/06/1995                       | --                                   |
| 1999–2003                     | Artemio Siurana Gauchía                                           | PP                     | 03/07/1999                       | --                                   |
| 2003–2007                     | Artemio Siurana Gauchía                                           | PP                     | 14/06/2003                       | --                                   |
| 2007–2011                     | Artemio Siurana Gauchía                                           | PP                     | 16/06/2007                       | --                                   |
| 2011–2015                     | Francisco Vicente Artola Escuriola Estrella Borràs Moreno         | PP                     | 11/06/2011 04/09/2012            | Dimissió/renúncia --                 |
| 2015–2019                     | Estrella Borràs Moreno Virgínia Martí Sidro Soledad Segarra Mulet | PP PSPV-PSOE Compromís | 13/06/2015 28/05/2016 16/12/2017 | Dimissió/renúncia Pacte de govern -- |
| 2019-2023                     | Virgínia Martí Sidro                                              | PSPV-PSOE              | 15/06/2019                       | --                                   |
| Des de 2023                   | David Casanova / Virgínia Martí                                   | Compromís / PSOE       | 17/06/2023                       | --                                   |
| Fonts: Generalitat Valenciana |                                                                   |                        |                                  |                                      |

## Monuments

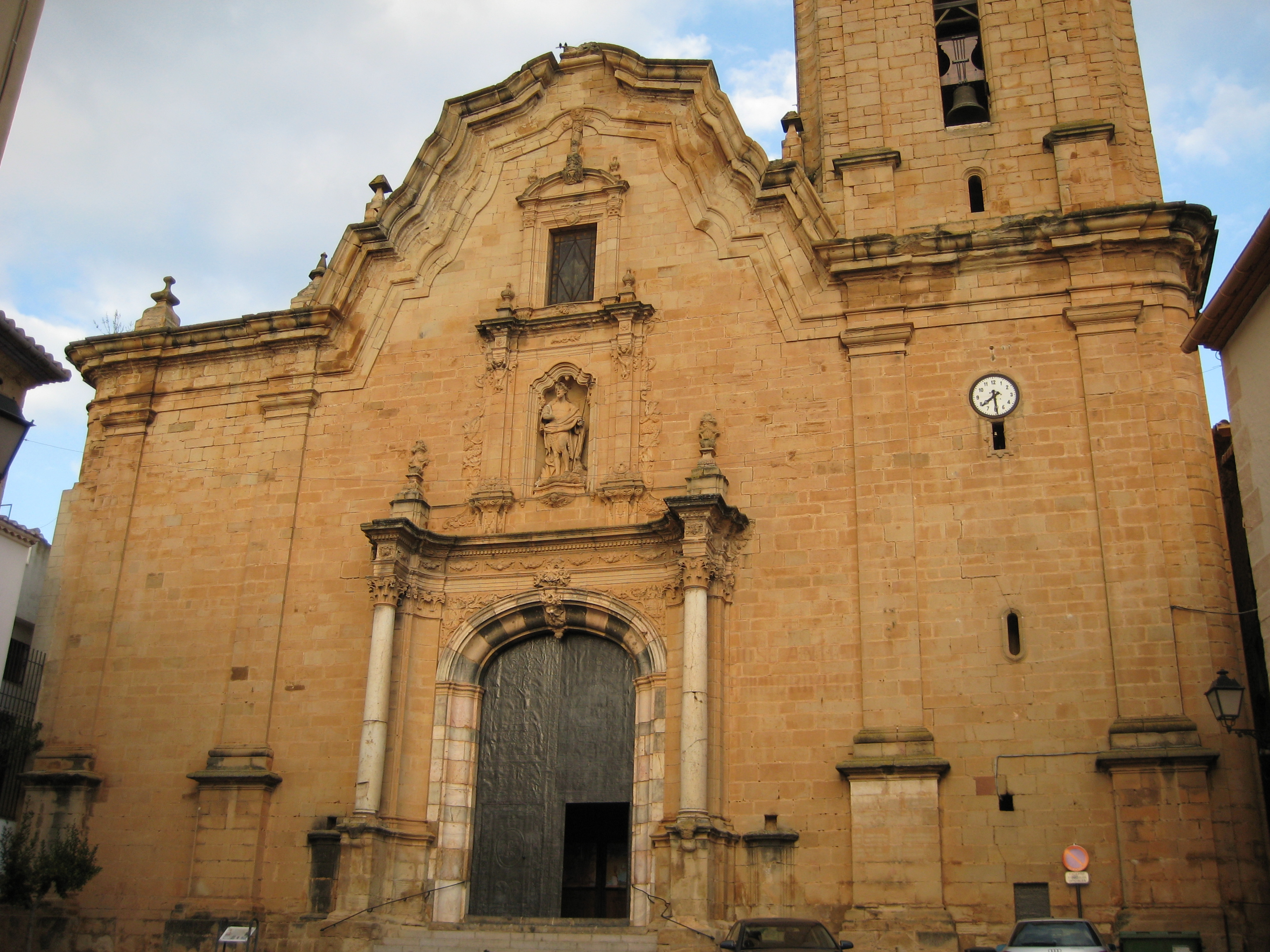
Façana de l'església de Sant Joan Baptista

### Monuments religiosos

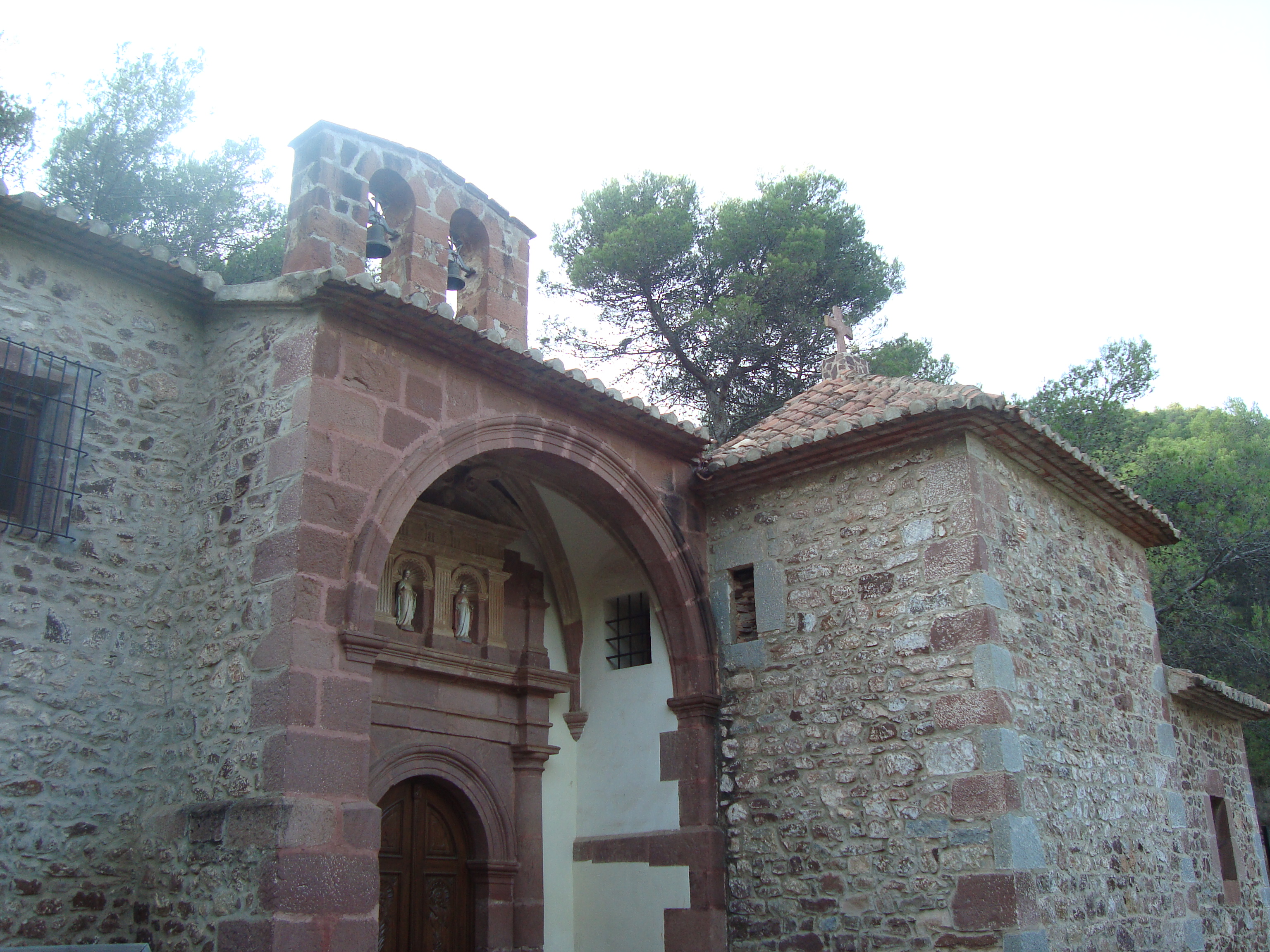
Ermita de les Santes Santa Àgueda i Santa Llúcia, Cabanes

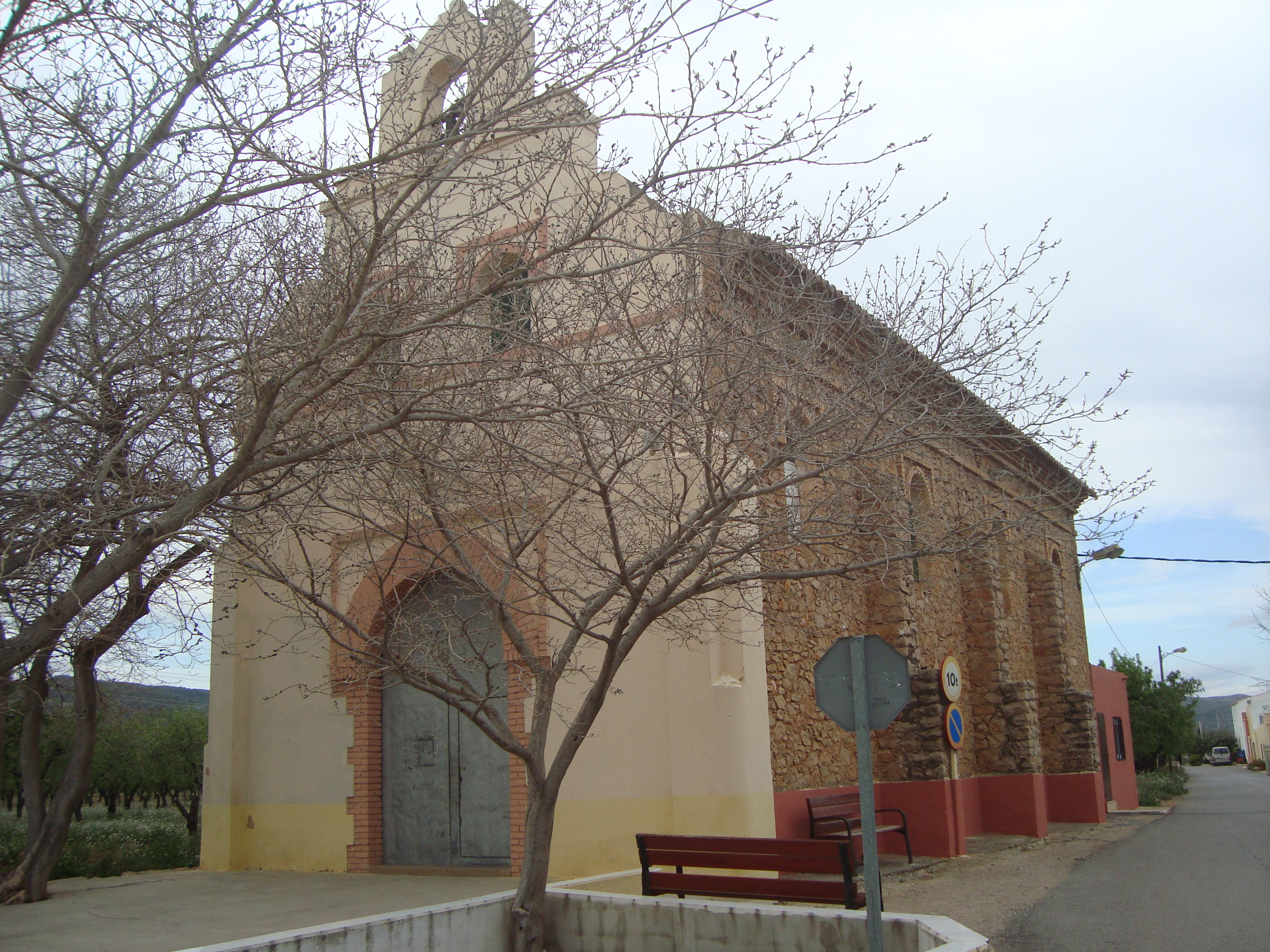
Església parroquial de l'Assumpció de la Mare de Déu (L'Empalme, La Ribera, Cabanes)

- Església parroquial de l'Assumpció de la Mare de Déu (L'Empalme, La Ribera, Cabanes)Ermita de les Santes. Santuari del segle xvii enclavat en el barranc del mateix nom. Va ser construït com a lloc de culte i pelegrinatge consagrat a les santes Llúcia i Àgueda. Ermita d'una sola nau que amida 15,20 x 7,85 m. En l'actualitat, l'ermita compta amb una zona recreativa i una font d'aigües fresques molt benvolgudes pels vilatjans. Està ubicada al bell cor del Parc Natural del Desert de les Palmes.
- Església de Sant Joan. Del segle xviii. La majestuosa façana barroca va ser beneïda el dia 8 de desembre de 1791. El seu interior és claustral, de tres naus i ordre corinti, amb un ampli creuer i esvelta cúpula. Està dedicat a la degollació de Sant Joan Baptista i és notable la façana barroca amb columnes de marbre brunyit i una notable escultura de Sant Joan, obra tot això de l'escultor Cristòfol Maurat i Marco (1755-1817), veí de la població. És un dels temples més grans de la diòcesi i s'ha anat restaurant des del 1957 fins a l'actualitat. Té un robust i bell campanar que no està del tot conclòs.
- Església Fortalesa de Santa Maria. Del segle xv. Situada a la Tinença de Miravet, zona costanera formada per diversos caserius. Iniciada a la fi del segle xiii, va tenir una segona intervenció en el segle xiv en la qual es fortificà, a causa de les incursions des del mar. L'ermita és un edifici d'una sola nau dividida en quatre trams i coberta per una volta de canó apuntat. La capella major és semicircular coberta per volta d'ogives. En la fortificació es va elevar el mur fins a la part de les teulades, que varen ser suprimides i convertides en un terrat emmerletat. Sobre la capella s'alça una torre que té la mateixa coronació rematada amb forma emmerletada. Té dues dependències de vigilància i guàrdia. En la part dreta de l'edifici hi ha als peus una dependència annexa de doble altura. La fàbrica és de maçoneria i carreus en els angles.
- Ermita d'Albalat, que es troba als peus del castell d'Albalat, que amb els seus territoris i caserius, pertanyien a la demarcació del castell de Miravet.
- Ermita del Calvari. Situada als afores de la ciutat, és un conjunt format pel calvari i l'ermita del Santíssim Crist de l'Agonia, tot això envoltat per la típica vegetació.
- Església parroquial de l'Assumpció de la Mare de Déu (L'Empalme)

### Monuments civils

Arc romà

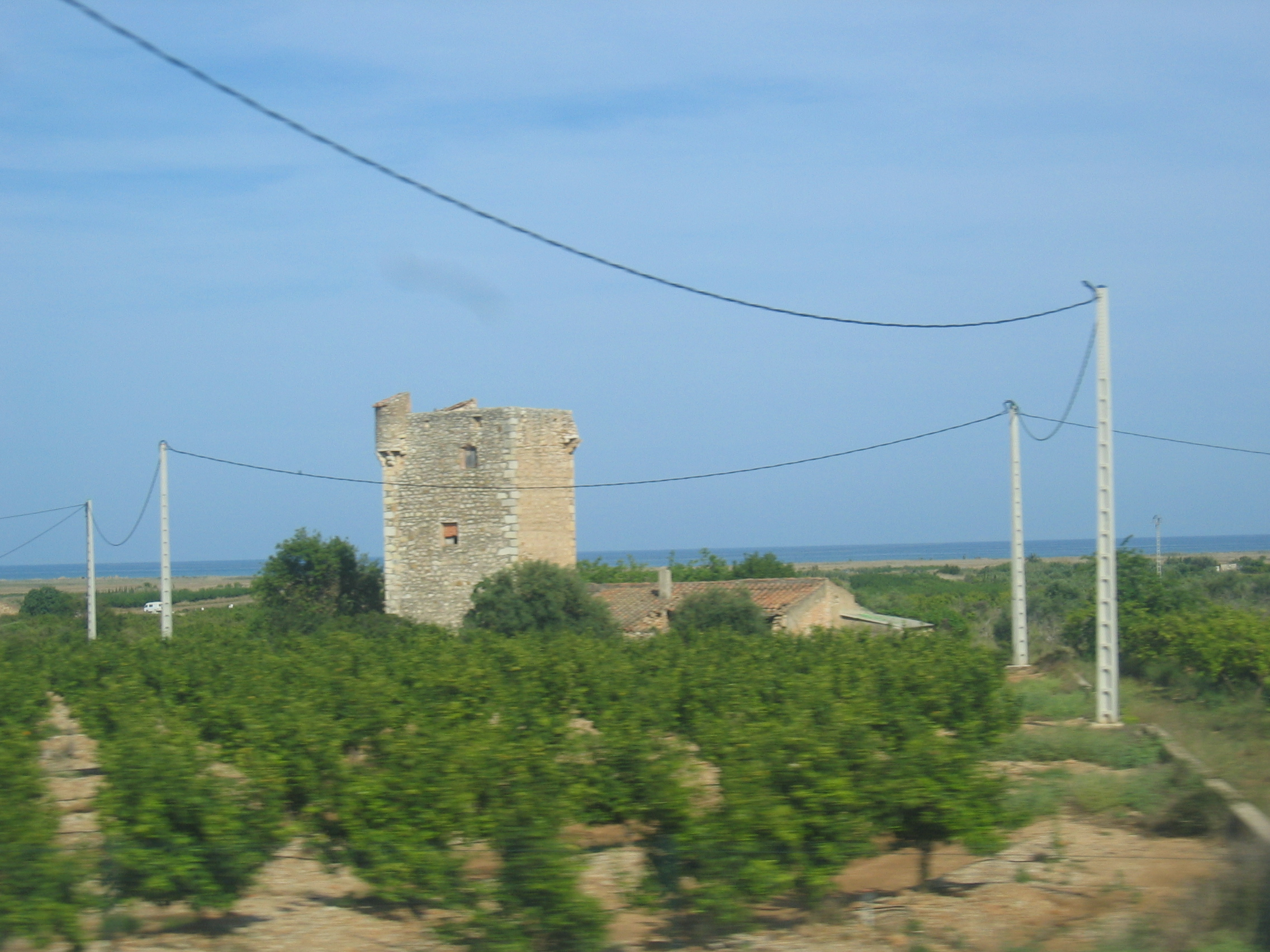
Torre del Carme

- Arc romà. Situat sobre l'antiga Via Augusta, va ser edificat com a monument honorífic. Es tracta d'un arc de mig punt de 5,80 m d'alçada aproximadament, i sembla que és un arc de triomf al qual li falta l'entaulament i els carcanyols. Està realitzat amb carreus de granit units sense argamassa. Es conserven els pilars sobre els quals recolza l'arc compost per 14 dovelles. Els únics elements decoratius són les motlures de les impostes i els plints. S'han trobat carreus d'este arc romà en diverses cases de la població.

- Ajuntament. Construït en el segle xv, posseïx finestrals gòtics trilobulats i grandioses arquejades en l'interior i en el porxo.

- Castell d'Albalat. Situat en el turó sobre l'església del mateix nom, és una fortalesa enterament construïda pels Bisbes de Tortosa a la fi del segle xiii, probablement per a fomentar la repoblació d'estes terres. Destaca la part sud del recinte on hi ha un doble cinturó emmurallat, la part interna del qual es troba en millor estat de conservació, estant en pitjor estat l'exterior. En el vessant nord del turó hi ha una torre i cortines emmerletades. El conjunt està construït en maçoneria, amb carreus en els seus angles. El castell hagué de ser abandonat al mateix temps que el seu veí castell de Miravet, a principis del segle xvi. El seu estat actual és ruïnós.

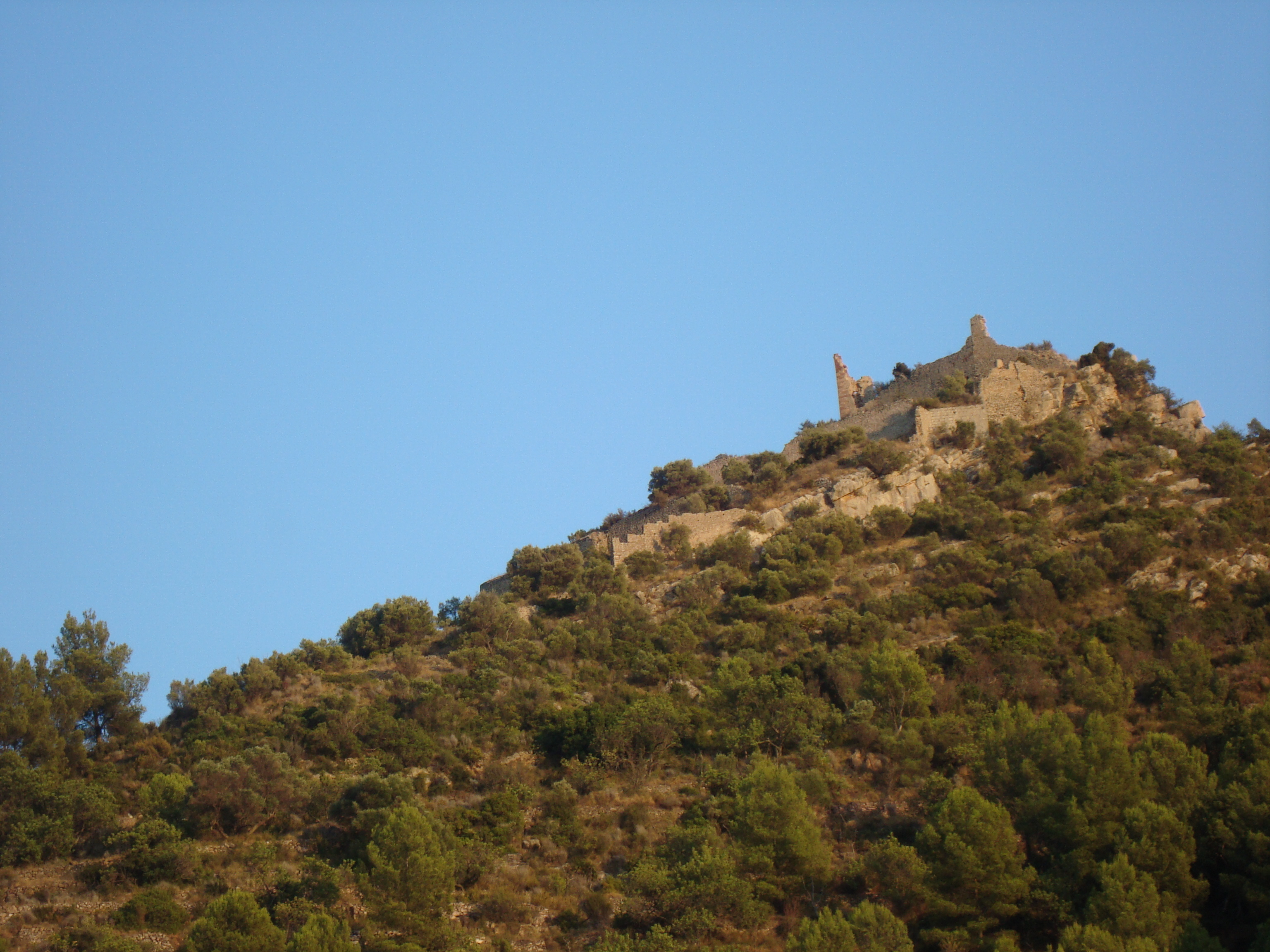
Castell de Miravet de Cabanes

- Castell de Miravet de CabanesCastell de Miravet. El seu origen va ser musulmà, sent conquerit pel Cid en 1090[12] i va pertànyer als dominis de Pere I d'Aragó fins a l'any 1103. Va ser cap d'una gran demarcació territorial avui repartida entre els municipis de Benlloc, Cabanes i Torreblanca. Va ser abandonat a principis del segle xvi, havent de ser annexionat a Cabanes juntament amb el castell d'Albalat. Es troba sobre un turó alt, al capdamunt d'una font a la vora de la carretera que va de Cabanes a Orpesa. Des d'aquí mateix s'albira la costa, al costat del Pla de Cabanes, en altres temps pantanosa.

Castell de planta irregular dispersa distribuïda sobre un eix longitudinal lateral. Va posseir una fossa artificial que el defenia en la seua part més accessible. El castell manté els murs laterals, les defenses prèvies, restes de torres i algunes dependències internes i merlets. Va tenir doble recinte inferior on es troben restes arquitectòniques, vestigis d'habitatges del seu antic poblat i l'arruïnada església de Sant Martí i Sant Bertomeu. Es conserven diversos arcs apuntats i de mig punt.

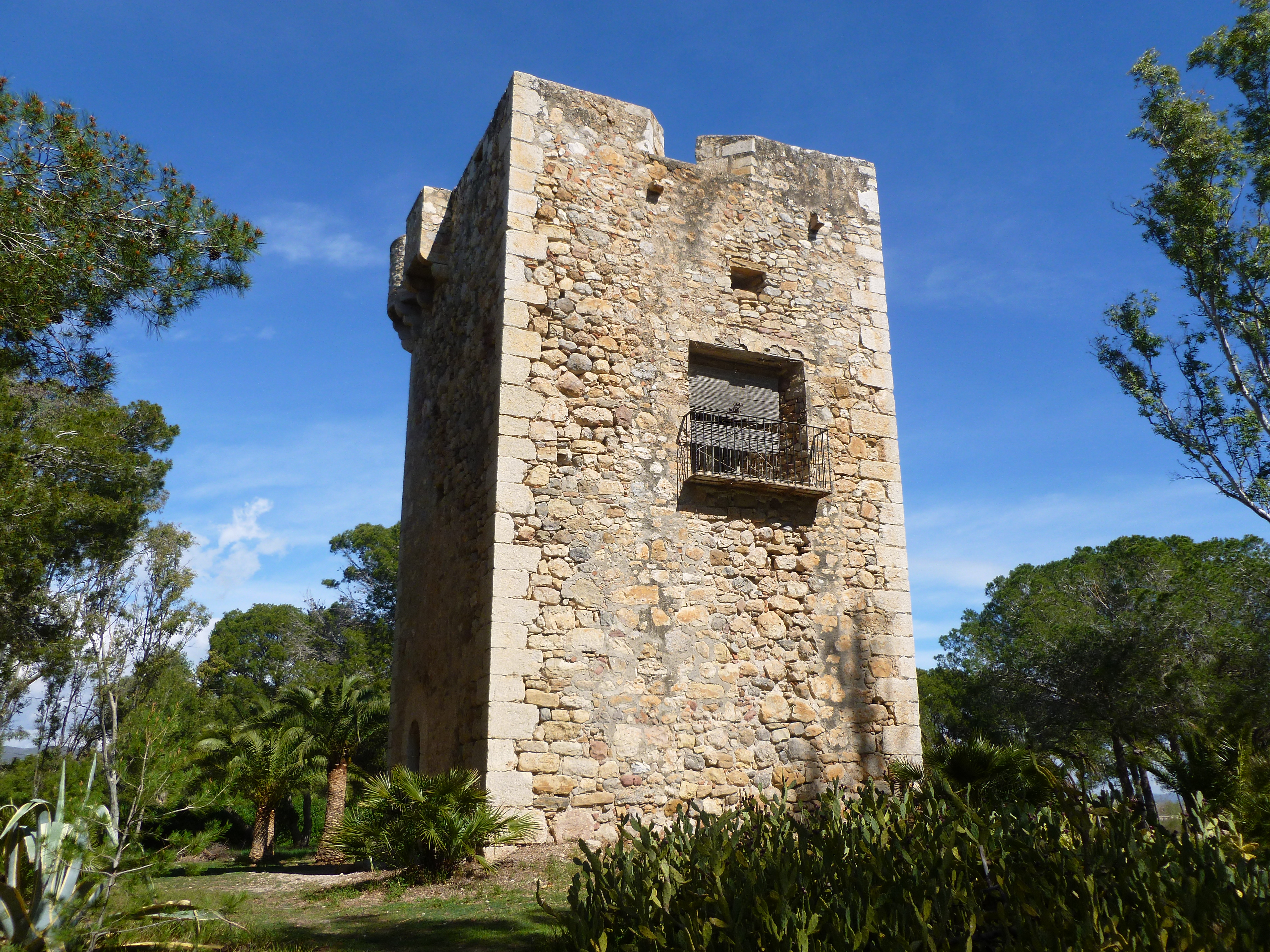
Torre de vigilància costanera de Torre la Sal

- Torres de vigilància costanera. Talaies que servien en cas de perill als camperols si els pirates arribaven d'improvís a la costa.
  - Torre Carmelet.
  - Torre del Carme o Mànyez.
  - Torre dels Gats.
  - Torre la Sal.

## Llocs d'interés
- Parc Natural del Desert de les Palmes

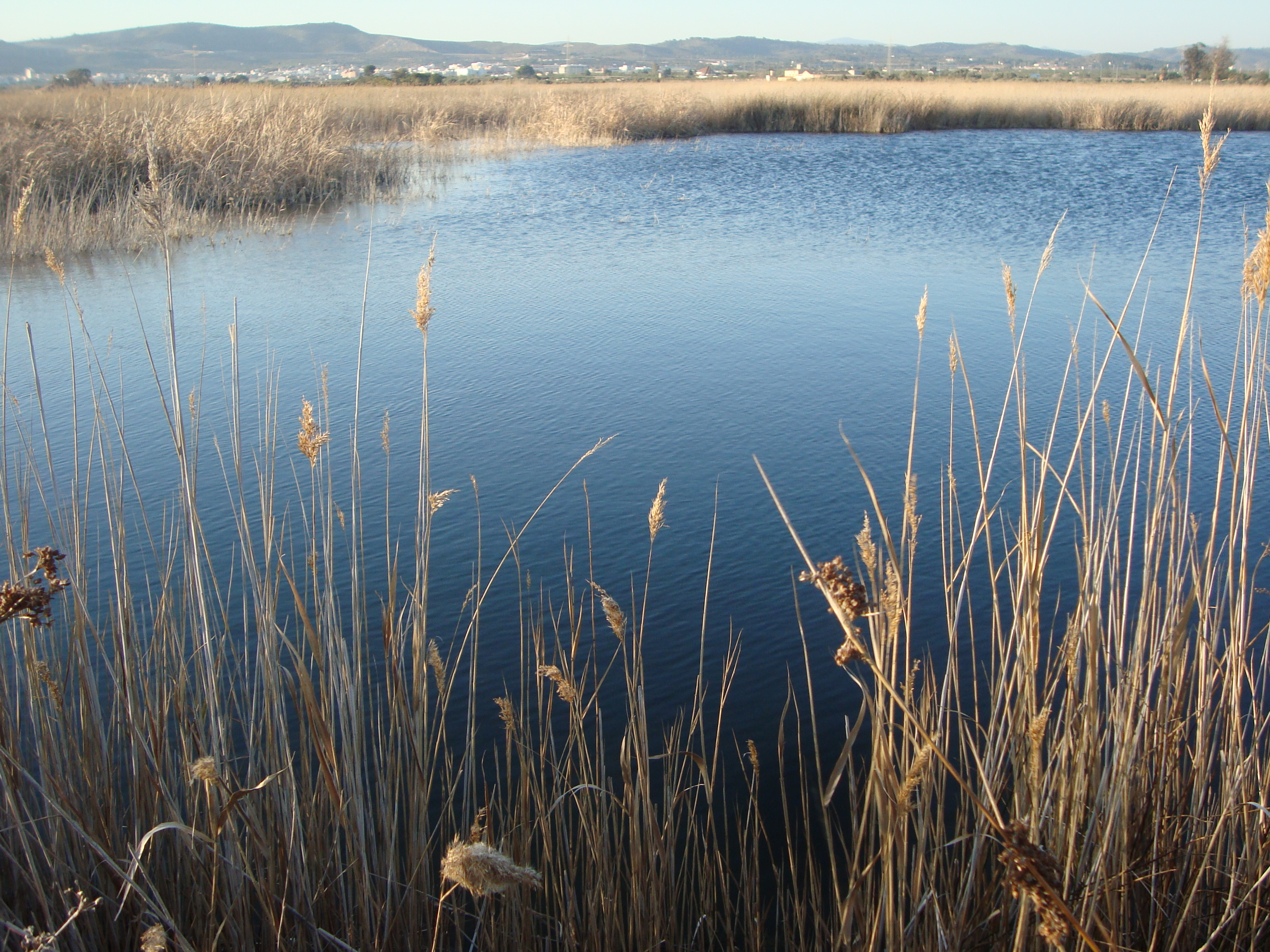
Parc Natural del Prat Cabanes-Torreblanca

- Parc Natural del Prat Cabanes-TorreblancaParc Natural del Prat de Cabanes - Torreblanca
- Platja del Quarter Vell (Microrreserva de flora)

## Festes i celebracions
- Sant Antoni Abat. Se celebra al gener. En la vespra es porta a terme la benedicció d'animals i la repartició dels típics "prims i coques".
- Ntra. Sra. del Bon Succés. Romiatges, festejos taurins, revetlles, etc. Se celebra el primer diumenge de maig i durant tota la setmana.
- Sant Pere Apòstol. Se celebra el 29 de juny. Romiatge a la platja i festejos taurins, revetlles, etc.
- Sant Joan i Sant Roc. Se celebren a l'agost en el primer dissabte del mes i tota la setmana. Festejos taurins, revetlles, etc.

## Gastronomia
- Plats: "Paella", "tombet", carns i embotits frescos a la brasa.
- Rebosteria: "Pastes i tortades d'atmela", figues albardades, bunyols, pastissets, rollets, rosegons,....